# 忠別岳

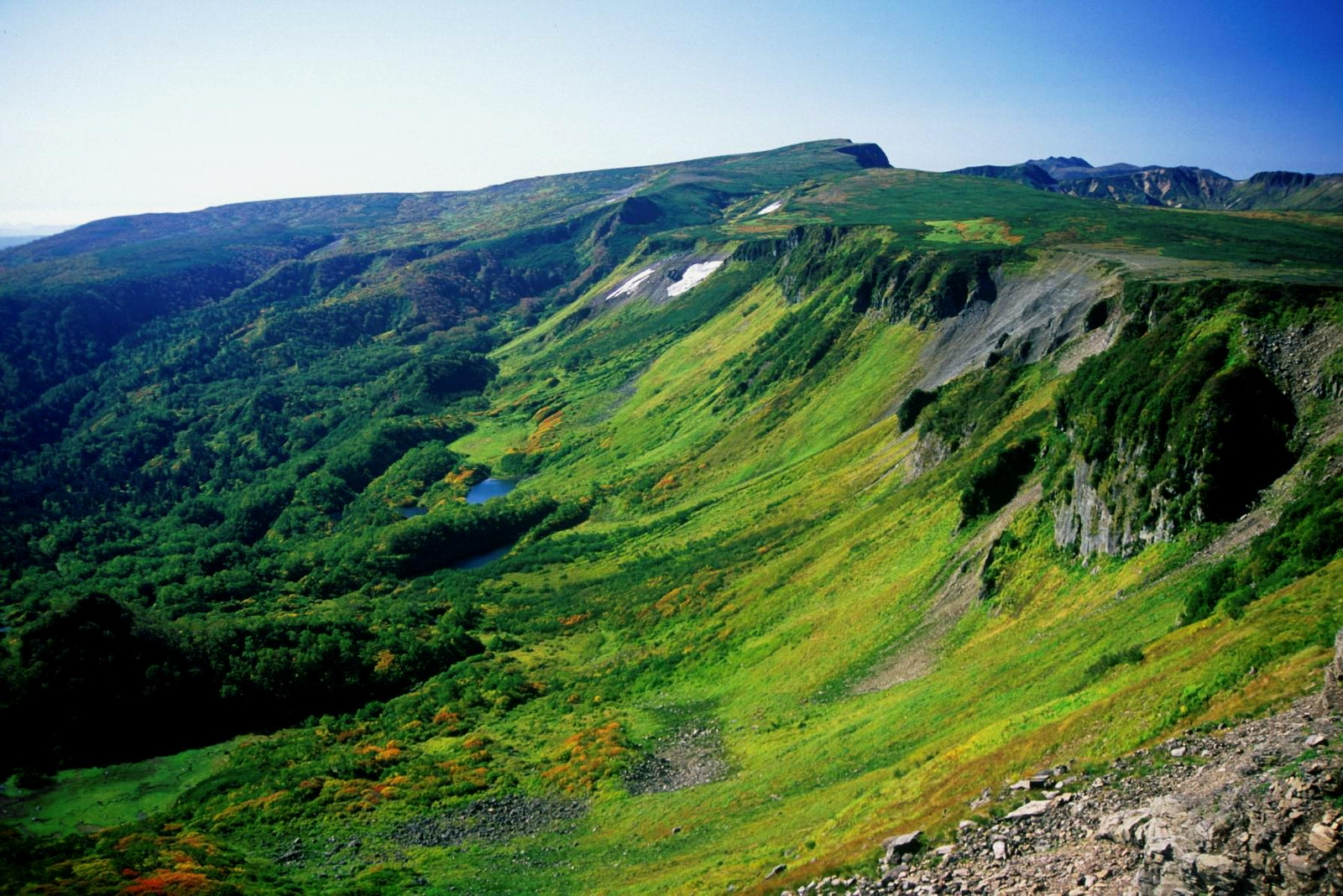
白雲岳方面から望む高原沼と忠別岳

忠別岳（ちゅうべつだけ）は、北海道の大雪山系（表大雪）に位置し、美瑛町と上川町にまたがる標高1,963 mの第四紀火山である。大雪山国立公園に属する。山頂には点名「忠別岳」の二等三角点が設置されている。

## 特徴
地質は安山岩質の成層火山であり、およそ100万年から80万年前に噴火活動時期があったと考えられている。

## 登山
黒岳・旭岳とトムラウシ山を結ぶ縦走路上に位置する。登山口は複数あるが、どの登山口から入山しても長いアプローチを必要とする。南の五色岳との鞍部の東側には忠別岳避難小屋があり、キャンプ指定地が併設されている。

### 周辺の山小屋
| 名称             | 所在地                   | 標高 (m) | 忠別岳からの 方角と距離 (km) | 収容 人数 | キャンプ 指定地 | 備考               |
| ---------------- | ------------------------ | -------- | ---------------------------- | --------- | --------------- | ------------------ |
| 白雲岳避難小屋   | 白雲岳の南東の肩         | 1,990    | 北北東 7.6                   | 60        | 80張            | 夏期のみ管理人駐在 |
| 忠別岳避難小屋   | 忠別岳と五色岳の鞍部の東 | 1,620    | 南 1.4                       | 30        | 15張            | 無人               |
| ヒサゴ沼避難小屋 | ヒサゴ沼畔               | 1,600    | 南南西 5.1                   | 30        | 30張            | 無人               |